# Roque Brasiliano
Roque Brasiliano ou Roque Brasileiro (também grafado Roche, Roc ou Rock Brasiliano ou Braziliano) (c. 1630 – desaparecido em 1671, m. c. 1675), foi um pirata e corsário que alguns historiadores afirmam ser um holandês nascido em Groninga e criado em Pernambuco.

## Biografia
Sua carreira como pirata durou de 1654 até seu desaparecimento em 1671. Embora seu nome verdadeiro tenha se perdido na história, tornou-se conhecido através da grafia francesa "Roche Braziliano" devido à sua estada no Brasil durante o período da ocupação holandesa.
Roque Brasiliano era um bucaneiro notoriamente cruel, que operava a partir de Port Royal, na Jamaica. Foi um corsário na Bahia, antes de se mudar para Port Royal em 1654, devido à Insurreição Pernambucana. Na Bahia, liderou um motim e adotou a vida de bucaneiro, apropriando-se de navios carregados de riquezas. Os espanhóis eventualmente o capturaram e o enviaram à Espanha, mas ele escapou e continuou sua carreira criminosa, comprando um novo navio de seu colega pirata François L'Olonnais, e posteriormente navegando em companhia de sir Henry Morgan, entre outros.
Em 1670, atacou Campeche.

## Atrocidades
Beberrão e dissoluto, Brasiliano ameaçava balear qualquer um que não aceitasse um convite para beber com ele. Certa vez queimou dois fazendeiros espanhóis que se recusaram a entregar-lhe seus porcos. Tinha um ódio especial a seus prisioneiros espanhóis, e os tratava de maneira bárbara, submetendo-os aos piores suplícios, como desmembrando-os ou assando-os vivos sobre uma fogueira.

## Cultura popular
Roque Brasiliano é um dos piratas que aparecem no jogo Sid Meier's Pirates!. Também tem sua participação no jogo Port Royale 2.